# Уруру
Уруру (айм. Ururu, ісп. Oruro, від назви племені Uru-Uru) — місто в Болівії з населенням понад 215 тис. мешканців (2001). Є столицею департамента Оруро та центром католицької єпархії Оруро.

## Географія
Розташоване на рівній відстані між містами Ла-Пас і Сукре на висоті 3710 м над рівнем моря.

### Клімат
Місто знаходиться у зоні, котра характеризується кліматом тропічних степів. Найтепліший місяць — листопад із середньою температурою 12.8 °C (55 °F). Найхолодніший місяць — липень, із середньою температурою 5 °С (41 °F).
| Клімат Оруро            | Клімат Оруро | Клімат Оруро | Клімат Оруро | Клімат Оруро | Клімат Оруро | Клімат Оруро | Клімат Оруро | Клімат Оруро | Клімат Оруро | Клімат Оруро | Клімат Оруро | Клімат Оруро | Клімат Оруро |
| Показник                | Січ.         | Лют.         | Бер.         | Квіт.        | Трав.        | Черв.        | Лип.         | Серп.        | Вер.         | Жовт.        | Лист.        | Груд.        | Рік          |
| Середня температура, °C | 12           | 12           | 12           | 11           | 8            | 6            | 5            | 8            | 10           | 12           | 13           | 13           | 10           |
| Норма опадів, мм        | 87           | 78           | 50           | 14           | 4            | 4            | 3            | 9            | 20           | 16           | 25           | 52           | 362          |
| ----------------------- | ------------ | ------------ | ------------ | ------------ | ------------ | ------------ | ------------ | ------------ | ------------ | ------------ | ------------ | ------------ | ------------ |
| Джерело: Weatherbase    |              |              |              |              |              |              |              |              |              |              |              |              |              |

## Історія

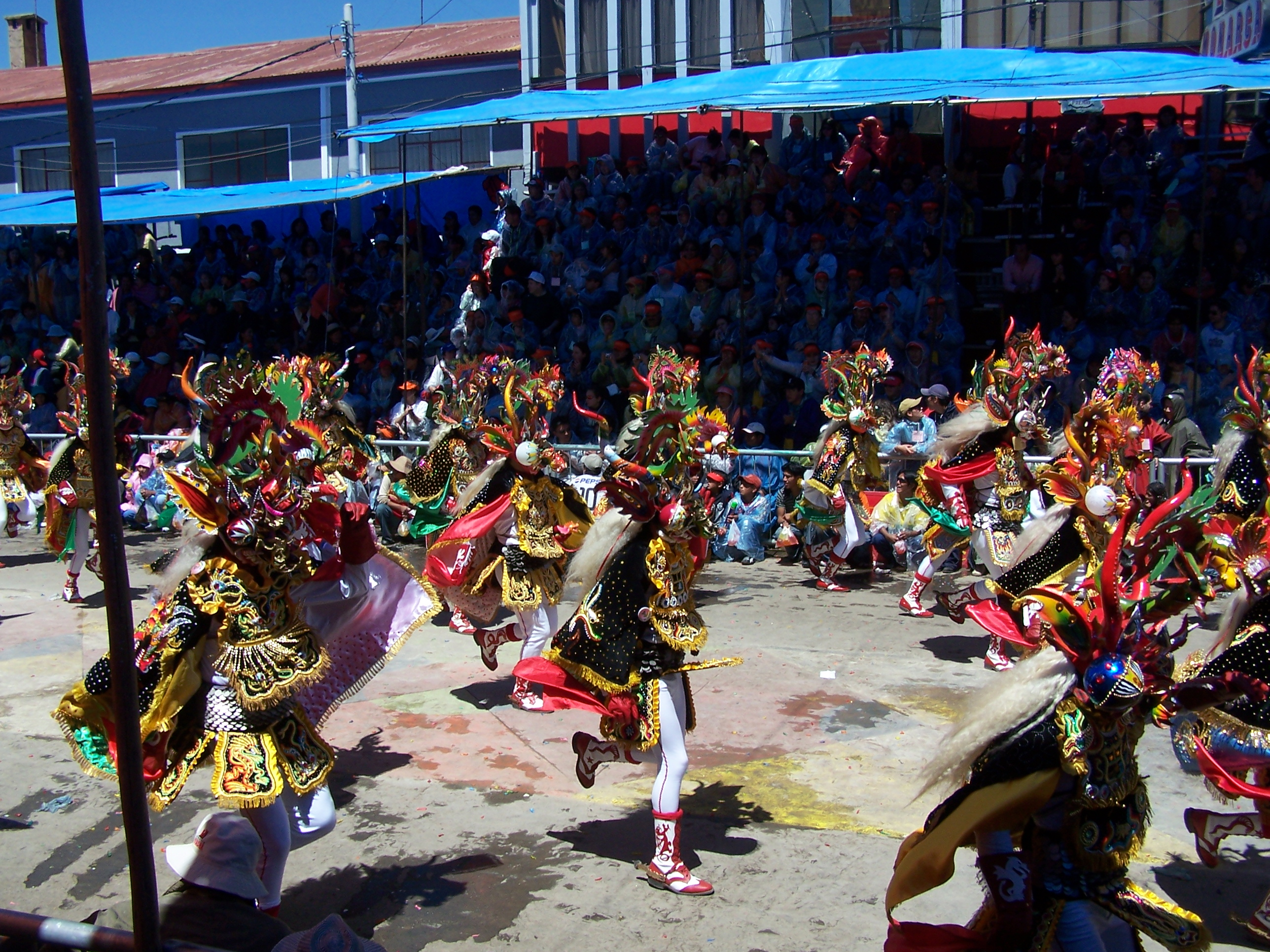
Карнавал Оруро, 2007

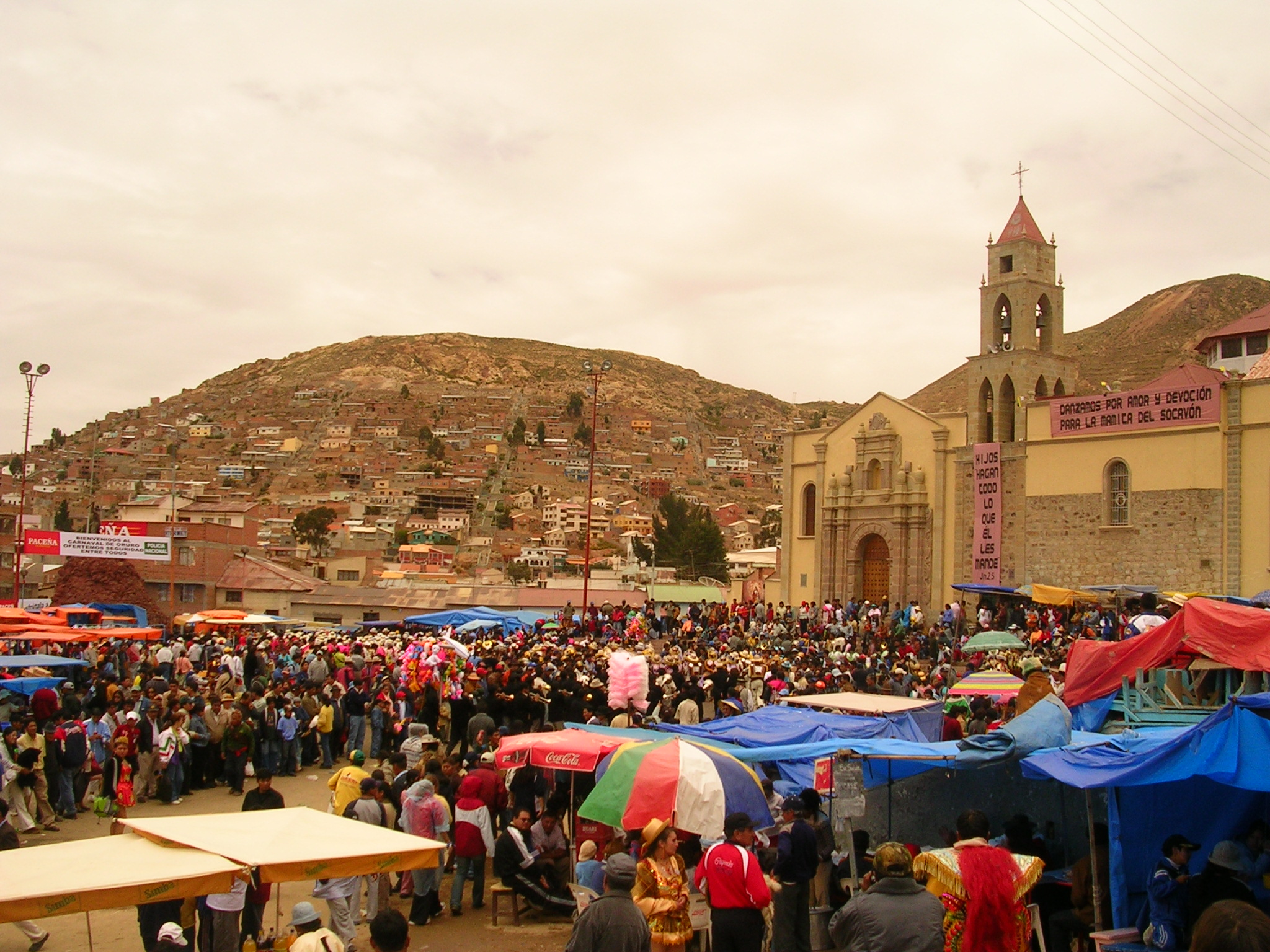
Церква Діви Шахти під час карнавалу 2007 року

Місто було засноване в 1606 році як центр видобутку срібла в районі мешкання уру. На той час місто було назване Real Villa de Don Felipe de Austria на ім'я іспанського короля Філіпа III. Проте місто було покинуто через виснаження шахт та знову населене наприкінці 19 століття як центр видобутку олова. Протягом деякого часу шахта Ла-Сальвадора біля цього міста була найбільшим джерелом олова у світі. З часом олово також було виснажене та місто прийшло в занепад.

## Туризм
Місто привертає багато туристів, вперш за все завдяки своєму карнавалу, Карнавалу Оруро (Carnaval de Oruro), одній з найбільших культурних подій Південної Америки, відомим завдяки своїм «диявольським танцям».